# Xiphopterella hecistophylla
Xiphopterella hecistophylla är en stensöteväxtart som först beskrevs av Edwin Bingham Copeland, och fick sitt nu gällande namn av Barbara S. Parris. Xiphopterella hecistophylla ingår i släktet Xiphopterella och familjen Polypodiaceae. Inga underarter finns listade.